# Medici Archive Project
Il Medici Archive Project nasce nel 1995, è una organizzazione non lucrativa di utilità sociale finanziata da ingenti donazioni private. La sede si trova presso all'Archivio di Stato di Firenze ed uffici amministrativi sono presenti negli Stati Uniti d'America. Si tratta di un significativo archivio online in continuo ampliamento, costruito per mantenere in vita le tradizioni e la storia della famiglia Medici non soltanto per quanto la riguardi, ma anche per tutta la storia e la filologia di alcuni secoli della storia di Firenze. Alessio Assonitis è il direttore dal 2011.